# Slowakische Fliegerabzeichen

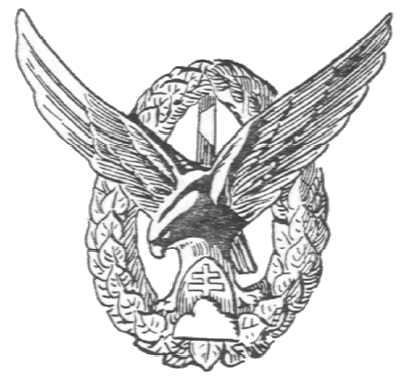
Das slowakische Fliegerabzeichen

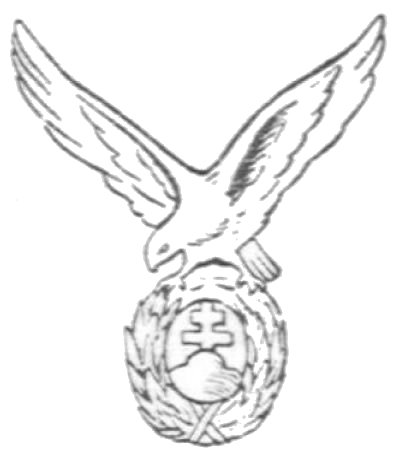
Das slowakische Feldfliegerschützenabzeichen

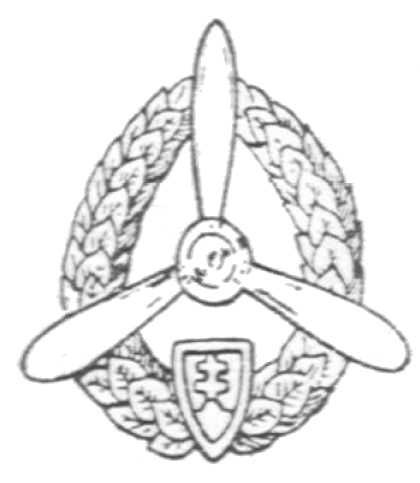
Das slowakische Abzeichen für das technische Personal der Luftwaffe

Die Slowakischen Fliegerabzeichen waren ein Tätigkeitsabzeichen der slowakischen Luftwaffe, welches im Januar 1943 für alle slowakischen Militärflugzeugführer im Zweiten Weltkrieg gestiftet worden waren. Sie stellten insofern die Gegenstücke zum deutschen Flugzeugführerabzeichen und Beobachterabzeichen dar. 

## Fliegerabzeichen
Das ca. 45 mm hohe und 35 mm breite slowakische Fliegerabzeichen besteht aus einem geschlossenen Lindenblattkranz. In seiner Mitte ist ein nach unten blickender Adler mit ausgebreiteten Schwingen erkennbar. Die Maße beider Adlerschwingen betragen etwa 35 mm und stehen in einem Abstand von 55 mm (Flügelspitze zu Flügelspitze) zueinander. Der Adler selbst ruht auf dem slowakischen Doppelkreuz mit dem darunter liegenden Dreiberg. Die Rückseite des Abzeichens zeigt eine senkrecht verlaufende Nadel mit Gegenhaken. Die Stiftung des Slowakischen Fliegerabzeichens erfolgte dabei in vier Ausführungen, die da waren.
- Feldnachtfliegerpilotenabzeichen: Adler und Kranz golden,
- Feldfliegerbeobachterabzeichen: Adler golden, Kranz silbern,
- Feldnachtfliegerbeobachterabzeichen: Adler silbern, Kranz golden,
- Feldfliegerbeobachterabzeichen und Feldbeobachterstäbe: Adler und Kranz silbern.

Das Wappen zu den Fängen des Adlers hatte dabei immer die Farbe des Adlers. Getragen wurde das Fliegerabzeichen zur Uniform auf der linken Brusttasche.

## Feldfliegerschützenabzeichen
Eine Besonderheit in seinem Aussehen gegenüber dem Fliegerabzeichen stellt dabei das slowakische Feldfliegerschützenabzeichen dar, dessen Adler nicht wie üblich innerhalb des Lindenkranzes, sondern stattdessen außerhalb auf einem Olivenkranz ruht. In der Mitte des Abzeichens ist hier ebenfalls das slowakische Doppelkreuz und der Dreiberg zu sehen. Getragen wurde es wie das Fliegerabzeichen auf der linken Brusttasche zu allen Militäruniformen der slowakischen Luftwaffe.

## Fliegerabzeichen für das technische Personal der Luftwaffe
Als letztes der drei slowakischen Fliegerabzeichen sei das Abzeichen für das technische Personal der Luftwaffe genannt, welches aus einem Lindenblattkranz besteht, der in seiner unteren Mitte zentral das slowakische Wappen zeigt. Ausgefüllt wird das Abzeichen von einer überdimensionalen dreiflügeligen Luftschraube, die über die Ränder des Kranzes hinausgehen. Für Berufsunteroffiziere war das Abzeichen ganz in Silber, für Offiziere war nur die Luftschraube silbern, das Wappen und der Kranz jedoch golden. Getragen wurde auch dieses Abzeichen als Steckkreuz an der linken Brusttasche.